# Rhinella limensis
Rhinella limensis är en groddjursart som först beskrevs av Werner 1901.  Rhinella limensis ingår i släktet Rhinella och familjen paddor. IUCN kategoriserar arten globalt som livskraftig. Inga underarter finns listade i Catalogue of Life.